# БС-64
БС-64 «Подмосковье» — советская и российская атомная подводная лодка специального назначения. Была построена как РПКСН проекта 667БДРМ «Дельфин» (Delta-IV в терминологии НАТО), а затем переоборудована по проекту 09787 (Delta-IV Stretch) в носитель глубоководного аппарата специального назначения. Входит в состав 29-й дивизии подводных лодок Северного флота.

## История
Подводный крейсер К-64 был заложен в цехе ПО «Севмашпредприятие» 18 декабря 1982 года под заводским номером 381, спущен на воду 3 марта 1984 года, вступил в строй 23 декабря 1986 года. К-64 стал третьим в серии из семи стратегических подводных крейсеров этого типа, построенных с 1984 по 1992 годы.
24 февраля 1987 года вошёл в состав 13-й дивизии 3-й флотилии подводных лодок Северного флота, базировался на губу Оленья.
В 1988 году произвёл тренировочный пуск баллистической ракеты из района Белого моря.
В 1988—1995 годах выполнил задачи девяти автономных боевых служб.
В июле 1993 года перебазирован в бухту Ягельная.
7-9 мая 1995 года принял участие в параде в честь 50-летия Победы в Великой Отечественной войне в Мурманске.
По некоторым данным, кораблю было присвоено наименование «Владимир».
В 1999 году корабль сперва был переведён в состав 31-й дивизии подводных лодок, а затем переведён в резерв второй категории и отправлен на ЦС «Звёздочка» с целью прохождения среднего ремонта и переоборудования по проекту 09787 для выполнения специальных задач в интересах ГУГИ МО России. Тактический номер К-64 изменён на БС-64, корабль переведён в состав 16-й бригады строящихся и ремонтируемых подводных лодок Беломорской военно-морской базы. Из-за отсутствия финансирования работы по переоборудованию растянулись почти на 15 лет. По состоянию на 2002 год из лодки вырезаны ракетные отсеки, планируется установка блока специальных отсеков с оборудованием и жилыми помещениями, взятого от подводной лодки БС-411 «Оренбург» проекта 09774, которая применялась как носитель атомных глубоководных аппаратов. Переоборудование проводилось в цехе № 15 ЦС «Звёздочка». Сроки окончания работ по переоборудованию корабля долгое время были неизвестны. В декабре 2011 года пять мичманов с БС-64 были арестованы за распространение наркотиков.
11 августа 2015 года состоялась торжественная церемония вывода из эллинга АПЛ «Подмосковье».
23 октября 2016 года СМИ сообщили, что Центр судоремонта «Звёздочка» завершил работы по ремонту и модернизации корабля, который вышел на испытания в Белое море впервые после 16-летнего перерыва, связанного с переоборудованием в носитель сверхмалых подводных лодок. 26 декабря того же года лодка была передана флоту.
В 2018 году в сети появились фотографии подлодки с установленным на верхней палубе дополнительным оборудованием. По мнению некоторых аналитиков, эта конструкция является причальным приспособлением для мини-подлодок проекта 18270 «Бестер».
В конце марта 2021 года в рамках учений «Умка-2021» всплыла в Арктике одновременно с К-549 и К-114.

## Командиры

### Первый экипаж
- 1983—1987 — О. Н. Лазарев
- 1987—1990 — Б. Н. Филин
- 1990—1992 — А. Ф. Фролов
- 1992—1999 — Л. Л. Смирнов
- 1999—2000 — А. В. Павловский

### Второй экипаж
- 1985—1991 — В. В. Голованов
- 1991—1994 — В. М. Лебедев
- 1994—1995 — В. В. Андреев